# Луцій Юлій Юл (військовий трибун з консульською владою 401 року до н. е.)
Лу́цій Ю́лій Юл (лат. Lucius Iulius Iullus, близько 435 до н. е. — після 397 до н. е.) — політичний та військовий діяч Римської республіки, дворазовий військовий трибун з консульською владою (консулярний трибун) 401 та 397 років до н. е.

## Життєпис
Походив з патриціанського роду Юліїв. Син Луція Юлія Юлла, консула 430 року до н. е. 
У 401 році до н. е. його було обрано військовим трибуном з консульською владою разом з Луцієм Валерієм Потітом, Цезоном Фабієм Амбустом, Манієм Емілієм Мамерціном, Гнеєм Корнелієм Коссом, Марком Фурієм Каміллом.
Вдруге його було обрано на цю посаду у 397 році до н. е. разом з Авлом Постумієм Альбіном Регілленом, Луцієм Фурієм Медулліном, Публієм Корнелієм Малугіненом, Луцієм Сергієм Фіденатом, Авлом Манлієм Вульсоном Капітоліном. Під час своєї каденції відмовився від примусового набору. Раазом з колегою Авлом Постумієм Альбіном Регілленом зібрав загін з добровольців і завдав поразки тарквінійцам. Разом з усією колегією достроково склав повноваження через виявлену похибку при обранні колегії військових трибунів з консульською владою. Подальша доля його не відома.